# Paco R. Baños
Paco R. Baños (Sevilla, 1971) es un director y guionista de cine y televisión español.

## Biografía
Estudió Ciencias de la Información de la Universidad de Sevilla, donde coincidió con el también director Alberto Rodríguez.
Baños ganó el primer premio en el Concurso de Cortometrajes Versión Española/SGAE, con Necesidades, en 2004. En 2012, estrenó su primer largometraje Alí, que fue presentada en el Festival de Cine Español de Málaga, donde consiguió el premio Asecan a la Mejor Ópera Prima. La cinta es calificada como "una historia fresquita con atmósfera de película indie" y está protagonizada por Nadia de Santiago y Verónica Forqué.
Ha trabajado como continuista en varias películas y series de televisión y como asistente de dirección en la La isla mínima. En televisión ha colaborado en la serie La peste, rodada en 2017, en la que ha dirigido el cuarto y el quinto capítulo.
En abril de 2018, ha rodado el largometraje 522, Un gato, un chino y mi padre, interpretada por Natalia de Molina.